# 小行星11728
小行星11728（11728 Einer）是一颗绕太阳运转的小行星，为主小行星带小行星。该小行星于1998年5月1日发现。

## 轨道参数
小行星11728的轨道半长轴为2.8647771 UA，离心率为0.017。